# Asinovskij rajon
L'Asinovskij rajon (in russo Асиновский район?) è un rajon dell'Oblast' di Tomsk, in Russia; il capoluogo è Asino. Ha assunto la denominazione attuale nel 1933 e ricopre una superficie di 5 943,3 chilometri quadrati.